# Tîrgul Vertiujeni
Tîrgul Vertiujeni è un comune della Moldavia situato nel distretto di Florești di 1.079 abitanti al censimento del 2004